# Niccolò Lapiccola
Niccolò Lapiccola  (Crotone, 7 février 1727 - Rome, 3 février 1790)  est un peintre italien baroque de l'école romaine actif au XVIIIe siècle qui marque une transition vers le néoclassicisme.

## Biographie
En 1750, il est l'élève de Francesco Mancini à Rome.
En 1766, il est élu académicien et devient membre honoraire de l'Accademia di San Luca (1771).
Stefano Tofanelli et Bernardino Nocchi furent de ses élèves.

## Œuvres
- La Vie de Psyché,
- Putti ramassant des fruits,
- Les Stigmates de saint François, église San Lorenzo in Panisperna, Rome.
- Vierge et l'Enfant adorés par saint Bonaventure et par le bienheureux Andrea Conti, Basilica dei Santissimi Apostoli, Rome.
- Décoration du Salon d'or avec des scènes mythologiques, palazzo Chigi, Rome.
- Retable représentant saint Nicolas, église bénédictine, Catane.